# Санта Марија Челарола (Фрозиноне)
Санта Марија Челарола је насеље у Италији у округу Фрозиноне, региону Лацио.
Према процени из 2011. у насељу је живело 32 становника. Насеље се налази на надморској висини од 461 м.